# Пітер Біллінгслі
Пітер Біллінгслі (16 квітня 1971 року), також відомий як Пітер Майклсен і Пітер Біллінгслі-Майклсен — американський актор і режисер.
Серед його акторських ролей — Ральфі Паркер у фільмі «Різдвяна історія» 1983 року та його продовження «Різдвяна історія» 2022 року, Джек Сіммонс у фільмі «Дитина-байк», Біллі у «Долині Смерті» та Мессі Марвін у серії рекламних роликів «The Hershey Company» у 1980-х роках. Будучи немовлям, він почав зніматися в телевізійній рекламі.

## Раннє життя
Пітер народився в Нью-Йорку. Його батько, Елвін Майклсен, є фінансовим консультантом, а мати, Гейл, колись була секретарем Елвіна. Вона є племінницею власника Stork Club Шермана Біллінгслі та двоюрідною сестрою Гленна Біллінгслі, який був одружений на актрисі Барбарі Біллінгслі.
Усі п'ятеро дітей у сім'ї в дитинстві зробили акторську кар'єру. Старші Біллінгслі, Діна та Він, мали найкоротшу акторську кар'єру, працюючи переважно в рекламі, з невеликими гостьовими місцями в телевізійних шоу. Старша сестра Пітера, Мелісса, найбільш відома своєю роллю Макс Девіс у фільмі «Я і Макс».. Старший брат Пітера, Ніл, почав грати Денні Уолтона в денній мильній опері «Пошук завтрашнього дня» в 1975 році та зіграв численні ролі в рекламі та гостьові знімки в телесеріалах.
Пітер Біллінгслі отримав освіту в ранньому дитинстві від репетиторів, державних шкіл і приватних закладів (включно з Професійною дитячою школою в Нью-Йорку), денною школою Фінікса в Парадайз-Веллі, Аризона та початковою школою Лонгв'ю в Фініксі, і врешті-решт пройшов його Каліфорнійський іспит на кваліфікацію середньої школи у віці 14 років. Здається, він також відвідував деякі державні середні школи після GED, у тому числі середню школу Arcadia (у Фініксі). [джерело?]
Біллінгслі був речником програми молодих астронавтів і був присутній у 1986 році на стартовому майданчику 39B (у Космічному центрі Кеннеді НАСА у Флориді) під час приреченого запуску космічного човна «Челленджер».

## Кар'єра
Першу акторську роль Біллінгслі зіграв у рекламі Geritol, коли йому було 2 роки. Він знявся приблизно в 120 телевізійних рекламах протягом 1970-х і початку 1980-х років. У 12 років він сказав: «Після 100 [реклами] ти втрачаєш рахунок». [джерело?] Він став найбільш відомим завдяки серії рекламних роликів шоколадного сиропу Hershey's, у яких він зобразив персонажа Мессі Марвіна. Одна з перших ролей Біллінгслі в кіно була у фільмі 1978 року «Якщо я побачу тебе знову», сценаристом і режисером якого став Джозеф Брукс.
Його роль у фільмі «Батьківство» 1981 року з Бертом Рейнольдсом була номінована на премію «Найкращому молодому актору» як «Кращий молодий комік — кіно чи телебачення». У 1981 році він з'явився в «Шосе Гонкі-Тонк». У 1982 році Біллінгслі знявся в кількох повнометражних фільмах, зокрема у «Долині смерті», «Массараті і мозок», а також у телевізійному фільмі «Спогади ніколи не вмирають» з Ліндсі Вагнером та його сестрою Мелісою. У нього була головна гостьова роль Гідеона Гейла в «Маленькому будиночку в прерії», три роки він був співведучим у популярному «Справжніх людях» на NBC (за що він отримав ще одну номінацію на премію Найкращому молодому актору) і був ведучим двосерійне відгалуження шоу під назвою Real Kids.
У 1983 році Біллінгслі зіграв головну роль у фільмі «Різдвяна історія», заснованому на фільмі Джин Шеферд «У Бога ми віримо, всі інші платять готівкою», який з роками повільно нарощував свою аудиторію і тепер транслюється щороку протягом 24 годин від Святвечора до Різдва на TBS. Фільм приніс Біллінгслі ще одну номінацію на премію «Найкращому молодому актору», і це, мабуть, єдина роль, з якою він найбільше асоціюється. Його цитували, як він говорив, що люди все ще підходять до нього на вулиці лише для того, щоб сказати: «Ти виб'єш собі око, хлопче!». Приблизно через 40 років він знову зіграв роль у фільмі-продовженні під назвою «Різдвяна історія». Різдво, режисер Клей Кайтіс для HBO Max.
У 1984 році Біллінгслі зіграв головну роль в адаптації Надзвичайна ситуація з куркою Хобокен з Діком Ван Паттеном і Гейбом Капланом, спеціальному епізоді до Дня подяки серіалу PBS WonderWorks. Він з'явився в спеціальному випуску «Super Teen» Family Feud і Celebrity Hot Potato.
З наближенням кінця 1980-х акторська кар'єра Біллінгслі сповільнилася. Він брав участь у фільмах Хто тут бос?, Панкі Брюстер, Чудові роки і Дорога до раю . Він з'явився у Дитина-байк (за яку він отримав нагороду «Найкращому молодому актору»), Росіяни і Нахаби з Беверлі-Гіллз.
На початку 1990-х років Біллінгслі зіграв старіші ролі, такі як потенційний спортсмен, який підсів на стероїди, у спеціальній програмі CBS на канікулах «Четверта людина». На проєкті він тісно подружився з Вінсом Воном. Його наступна поява на шкільних канікулах була у фільмі «Напис на стіні» (1994), де Хел Лінден знявся в ролі рабина, який навчає трьох хлопчиків про жахи нетерпимості після того, як їх спіймали на тому, що вони псували його будинок, храм і автомобіль свастиками й антисемітськими графіті. Біллінгслі був номінований на премію «Еммі» за цю роль.

### Інші роботи
Найвигіднішою з його пізніших акторських робіт була «Аркада» (1993), в якій він зіграв роль підлітка, залежного від «віртуальної реальності»; він працював супервайзером постпродакшну (відомий як Пітер Майклсен). Він прийняв деякі кар'єрні рішення і почав частіше працювати за лаштунками. Відомий як Пітер Майклсен, він був помічником редактора у фільмі «Лицарі», в якому знявся Кріс Крістофферсон. У 1994 році Пітер зіграв у короткометражному фільмі «Священний вогонь», сценаристом і режисером (в титрах як Пітер Біллінгслі), а виконавчим продюсером названий Пітер Майклсен. Фільм отримав нагороду «Золотий сувій» Академії наукової фантастики, фентезі та фільмів жахів.
Його кар’єра за кадром продовжилася, включаючи роботу в серіалах Discovery Channel: A.R.K.: Нові пригоди дітей порятунку тварин, X-шоу, Все схоплено та Ельф, у яких він знімається в епізодичній ролі.
У 2001 році він був номінований на премію «Еммі» як співвиконавчий продюсер шоу «Вечеря на п'ятьох». У 2005 році він брав участь у створенні фільму «Затура». Він був виконавчим продюсером фільму Universal Pictures Розлучення по-американськи, в якому він виконав невелику акторську роль (як Ендрю), з’являючись разом із частим партнером Джоном Фавро. Біллінгслі був виконавчим продюсером художнього фільму режисера Фавро «Залізна людина»; він також знявся у фільмі, граючи Вільяма Гінтера Ріву, вченого, який працює на Обадія Стейна; пізніше в 2019 році він зіграв цю роль у фільмі «Людина-павук: Далеко від дому». Біллінгслі, Фавро та Вон знялися у фільмі «Чотири Різдва» (2008). «Тільки для закоханих» (2009) з Фавро та Воном у головних ролях був першим великим режисерським фільмом Біллінгслі, за яким послідував його другий режисерський фільм «Термінове життя», в якому також знявся Вон.
Акторська кар'єра Біллінгслі також продовжується ролями у фільмах «Возз'єднання сім'ї: Відносний кошмар», «Ельф», «Спека в Лос-Анджелесі» та «Без депозиту, без повернення», який був визнаний найкращим повнометражним фільмом на Нью-Йоркському міжнародному фестивалі незалежного кіно та відео в 2000 році. Він взяв акторську роль в експериментальному фільмі для нової проекційної системи Maxivision 48, розробленої Діном Гудхілом.
Біллінгслі випустив компакт-диск під назвою «Christmas Stories...Christmas Songs» на Run For Cover Records у 1999 році разом із давнім другом Браяном Евансом. Він підписав контракт як виконавчий продюсер музичної адаптації «Різдвяної історії», яка вийшла в Сіетлі в грудні 2010 року. Він сказав, що для нього «велика честь бути частиною цього проекту, і він з нетерпінням чекає, що п'єса буде представлена на інших сценах... Тільки подумайте про ідею ліхтаря для ніг».
20 січня 2022 року було оголошено, що Біллінгслі знову зіграє роль Ральфі в сиквелі «Різдвяної історії» під назвою «Різдвяна історія» для Warner Bros. Pictures і HBO Max.

## Особисте життя
Біллінгслі одружився з Елізабет «Баффі» Бейнз у 2015 році, від якої у нього двоє дітей.

## Фільмографія

### Фільми
| Рік  | Назва                                 | Роль               | Замітка                             |
| ---- | ------------------------------------- | ------------------ | ----------------------------------- |
| 1978 | Якщо я коли-небудь побачу тебе знову  | Дитина             |                                     |
| 1981 | Шосе Гонкі-Тонк                       | Малий Біллі        |                                     |
| 1981 | Батьківство                           | Тед                |                                     |
| 1982 | Долина Смерті                         | Біллі              |                                     |
| 1983 | Різдвяна історія                      | Ральфі Паркер      |                                     |
| 1985 | Дитина-байк                           | Джек Сіммонс       |                                     |
| 1987 | Росіяни                               | Адам               |                                     |
| 1989 | Нахаби з Беверлі-Гіллз                | Скутер             |                                     |
| 1993 | Аркада                                | Нік                |                                     |
| 1994 | Священний вогонь                      | Кайл Бейкер        |                                     |
| 2000 | Без депозиту, без повернення          |                    |                                     |
| 2001 | Все схоплено                          | None               | Співпродюсер                        |
| 2003 | Ельф                                  | Ельф Мін Мін       | Також співпродюсер                  |
| 2005 | Затура: Космічна пригода              | None               | Співпродюсер                        |
| 2006 | Розлучення по-американськи            | Ендрю              | Виконавчий продюсер                 |
| 2006 | Дикий Захід: Комедійне шоу Вінса Вона | Себе               | Співпродюсер                        |
| 2008 | Залізна людина                        | Вільям Гінтер Ріва | Виконавчий продюсер                 |
| 2008 | Чотири Різдва                         | Продавець квитків  | Виконавчий продюсер                 |
| 2009 | Тільки для закоханих                  | None               | Режисер                             |
| 2013 | Справа в тобі                         | Скотт              |                                     |
| 2015 | Головорізи за рецептом                | None               | Виконавчий продюсер                 |
| 2016 | Тривалість життя                      | None               | Режисер                             |
| 2019 | Людина-павук: Далеко від дому         | Вільям Гінтер Ріва |                                     |
| 2022 | Різдвяна історія                      | Ральфі Паркер      | Співпродюсер і письменик оповідання |

### Телебачення
| Рік       | Назва                                  | Роль                        | Замітка                                                               |
| --------- | -------------------------------------- | --------------------------- | --------------------------------------------------------------------- |
| 1982      | Будиночок у прерії                     | Гідеон Хейл                 | Епізод: "No Beast So Fierce"                                          |
| 1982      | Массараті і мозок                      | Крістофер «Мозок» Массараті | Телефільм                                                             |
| 1982      | Спогади ніколи не вмирають             | Шон Тілфорд                 | Телефільм                                                             |
| 1982–1984 | Справжні люди                          | Себе (ведучий)              |                                                                       |
| 1984      | Надзвичайна ситуація з куркою Хобокен  | Артур Бобович               | Телефільм                                                             |
| 1985      | Хто тут бос?                           | Боббі Волш                  | Епізод: "Double Date"                                                 |
| 1985      | О'Браєни                               | Син                         | Телефільм                                                             |
| 1985      | Дорога до раю                          | Рідлі                       | Епізод: "The Monster, Part 1", "The Monster, Part 2"                  |
| 1985      | Панкі Брюстер                          | Річмонд Метзі               | Епізод: "Christmas Shoplifting"                                       |
| 1986      | Вигадки та легенди                     | Кевін                       | Епізод: "Pecos Bill"                                                  |
| 1986      | Панкі Брюстер                          | Річмонд Метзі               | Епізод: "Girls Will Be Boys"                                          |
| 1986      | Останній рубіж                         | Марті Адамсон               | Телефільм                                                             |
| 1987      | Павутина Карлі                         | Роберт Кранц мол.           | Телефільм                                                             |
| 1990      | CBS Schoolbreak Special                | Джої Мартеллі               | Епізод: "The Fourth Man"                                              |
| 1993      | Чудові роки                            | Мікі Шпігель                | Епізод: "Summer, Part 1", "Independence Day, Part 2"                  |
| 1994      | CBS Schoolbreak Special                | Тоні                        | Епізод: "The Writing on the Wall"                                     |
| 1995      | Сімейне возз'єднання: Відносний кошмар | Марк Маккенна мол.          | Телефільм                                                             |
| 1995–1997 | Шерманові дуби                         | Біллі Бейкер                | Контрактна роль                                                       |
| 1999      | L.A. Heat                              | Ленс Аллан                  | Епізод: "Obsession"                                                   |
| 1999      | X-шоу                                  |                             | Старший продюсер                                                      |
| 2000      | Хто за ким спостерігає?                | Головна роль                | Телефільм                                                             |
| 2000      | Нові пригоди А.Р.К.                    | None                        | Сценарист (Епізод: "An Elephant Remembers")                           |
| 2001–2004 | Вечеря на п'ятьох                      | None                        | Виконавчий продюсер: 20 серій                                         |
| 2003      | Trigger Happy TV                       |                             | Польовий продюсер - останній рік                                      |
| 2008      | Вечеря на п'ятьох                      | Запрошена зірка             | Виконавчий продюсер                                                   |
| 2012      | Мистецтво конфлікту                    | None                        | Продюсер                                                              |
| 2012–2014 | Салліван і син                         | None                        | Виконавчий продюсер: Усі епізоди Сценарист: 33 серії Режисер: 6 серій |
| 2013      | Прагнення до істини                    | Себе                        | Як суддя: 1 серія Продюсер: 10 серій                                  |
| 2015–2021 | Ф для сім'ї                            | None                        | Виконавчий продюсер                                                   |
| 2020      | Челенджер: Останній політ              | Себе                        | Прес-секретар, програма молодих астронавтів                           |

## Нагороди та номінації
| Рік  | Асоціація     | Категорія                  | Робота           | Результат |
| ---- | ------------- | -------------------------- | ---------------- | --------- |
| 1983 | Молодий актор | Найкращому молодому актору | Різдвяна історія | Номінація |
| 1985 | Молодий актор | Найкращому молодому актору | Дитина-байк      | Перемога  |